# Hal David
(Burt Bacharach su Hal David)
Harold Lane David, detto Hal (New York, 25 maggio 1921 – Los Angeles, 1º settembre 2012), è stato un poeta e paroliere statunitense.

## Biografia
Anche il suo fratello maggiore, Mack David, era un poeta, paroliere ed autore di canzoni. David è conosciuto principalmente per i testi e le musiche scritti insieme con il musicista e compositore Burt Bacharach. David inizia a scrivere i testi delle canzoni pop negli anni quaranta, con materiale scritto per Sammy Kaye e Guy Lombardo.
Nel 1957 David incontrò Bacharach alla Famous Music, nel Brill Building di New York. I due formarono un team e scrissero la loro prima hit, "The story of my life", registrata da Marty Robbins nello stesso anno. Poco più tardi il duo scrisse il successo di Perry Como "Magic Moments". Fra gli anni sessanta, settanta e ottanta Bacharach e David furono responsabili della scrittura delle più durevoli canzoni nella musica popolare statunitense.
La musica di Bacharach e David include canzoni scritte per, o rese famose da artisti come Dionne Warwick, Dusty Springfield, B. J. Thomas, Gene Pitney, Tom Jones, Jackie DeShannon ed altri negli anni sessanta. I suoi maggiori successi di vendita sono stati: "Raindrops keep falling on my head", "Do You Know the Way to San Jose", "Walk on By", "What the World Needs Now Is Love", "I Say a Little Prayer", "(There's) Always Something There to Remind Me", "One Less Bell to Answer", and "Anyone Who Had a Heart".
"Raindrops Keep Fallin' on My Head" vinse un Premio Oscar come colonna sonora del film Butch Cassidy and the Sundance Kid. "Don't Make Me Over", "(They Long to Be) Close to You", e Walk on By sono tutte nella Grammy Hall of Fame. "What's New Pussycat?" (il tema musicale del film omonimo), "Alfie" e "The look of love" ricevettero nomination all'Oscar. Hal David ha collaborato anche alla scrittura di molti successi country, tra cui "To All the Girls I've Loved Before" di Willie Nelson. Per queste e molte altre canzoni, Hal David è considerato uno degli autori di canzoni più influenti  del XX secolo.
È scomparso nel 2012 all'età di 91 anni a seguito di un ictus.

## Onorificenze
Nel 1984 fu eletto alla Nashville Songwriters Hall of Fame.
Ha ricevuto un Doctor of Music degree dal Lincoln College, Illinois nel 1991 per il suo grande contributo alla  musica americana.
Nel maggio 2000 ha ricevuto un  Honorary Doctorate of Humane Letters Degree dalla Claremont Graduate University; 
è stato membro del Board of Directors of ASCAP, avendone rivestito la carica di presidente, e dove lavorava alla 
riforma dei diritti di proprietà intellettuale.
Serviva la Advisory Board of the Society of Singers; era membro del Board of Visitors della Claremont University in California;
è stato il presidente del Board of the National Academy of Popular Music e della sua Songwriters Hall of Fame.